# سن برناردینو (کالیفرنیا)
شهر سن برناردینو یکی از شهرهای ایالت کالیفرنیا می‌باشد که در جنوب شرقی این ایالت واقع است.
این شهر ۱۸امین شهر بزرگ کالیفرنیا و ۹۹امین شهر بزرگ آمریکا با جمعیت ۲۰۷۸۳۲ نفر در سال ۲۰۰۹ بوده‌است. مساحت این شهر ۲۱۰ کیلومتر مربع است.
دانشگاه ایالتی کالیفرنیا در سن برناردینو، در بخش شمالی شهر واقع شده‌است. دیگر جاذبه‌های شهر سن برناردینو عبارتند از مرکز هنرهای نمایشی فاکس، تئاتر کالیفرنیا، موزه هنر فالرتن و موزه راه ۶۶ مکدونالد. این شهر در مسیر کوهستانهای سن برناردینو قرار دارد که در ۱۶ کیلومتری شمال و شرق این شهر قرار گرفته‌است.

## آب و هوا
سن برناردینو دارای آب و هوای مدیترانه‌ای با زمستان‌های ملایم و تباستهای گرم و خشک است.زمستان‌های این شهر نسبت به دیگر مناطق جنوب کالیفرنیا سردتر و با یخ زدگی و سرمای صبح است.تابستان‌ها نیز بسیار گرمتر است و رکورد گرما در آن با دمای ۴۷ درجه سانتی‌گراد در سال ۲۰۱۸ بوده است.در زمستان نیز بارش برف به شکل خاص شکل می‌گیرد.همچنین سن بردانیو هر ساله ۴۰۵ میلی متر باران دارد.